# راشاناتس
راشاناتس (به صربی: Rašanac) یک منطقهٔ مسکونی در صربستان است که در پتروواتس نا ملاوی واقع شده‌است.